# 圣苏珊
圣苏珊（法語：Sainte-Suzanne，法語發音：[sɛ̃t syzan]）是法国海外省留尼汪的一个市镇，属于圣但尼区。

## 地理
圣苏珊（20°54'20"S, 55°36'26"E）面积57.84 平方千米，位于法国海外省留尼汪。
与圣苏珊接壤的市镇（或旧市镇、城区）包括：圣安德烈、圣玛丽、萨拉济。
圣苏珊的时区为UTC+04:00。

## 行政
圣苏珊的邮政编码为97441，INSEE市镇编码为97420。

## 政治
圣苏珊所属的省级选区为圣安德烈第一县。

## 人口

1962-2008年间圣苏珊人口变化图示

圣苏珊于2022年1月1日时的人口数量为24855人。